# Erioptera distinguenda
Erioptera distinguenda är en tvåvingeart som beskrevs av Jaroslav Stary 1983. Erioptera distinguenda ingår i släktet Erioptera och familjen småharkrankar. Inga underarter finns listade i Catalogue of Life.